# Henning Lynge Jakobsen
Henning Lynge Jakobsen, né le 6 mars 1962 à Copenhague, est un céiste danois.

## Carrière
Henning Lynge Jakobsen participe aux Jeux olympiques de 1984 à Los Angeles et remporte la médaille d'argent en C-1 500m et la médaille de bronze en C-1 1 000 m.